# The Age of Consent (album)
Pour les articles homonymes, voir Age of consent.
The Age Of Consent est le premier album du groupe britannique Bronski Beat, de genre synthpop, sorti fin 1984. Produit par Mike Thorne, il a été enregistré à Londres et à New York.
Le titre de l'album fait allusion à la différence d'âge de consentement aux rapports sexuels pour les homosexuels au Royaume-Uni à l'époque. La pochette porte le titre en gros sur fond noir, bordé de jaune et de rose, pour la réédition CD, au-dessus d'un rond bleu, d'un carré jaune et d'un triangle rose (symbole par lequel étaient identifiés les homosexuels dans les camps de concentration nazi.)
Plusieurs chansons renvoient à la situation des gays : Why? qui interroge sur les regards de mépris de personnes sur des hommes qui s'embrassent, « Smalltown Boy » sur les difficultés de vivre en province rencontrées par les jeunes homosexuels. 
L'album contient deux reprises : l'une des chansons des frères Gershwin, « It Ain't Necessarily So » qui remet en cause les affirmations de la Bible, et l'autre d'« I Feel Love », tube disco de Donna Summer, que le groupe réenregistrera ultérieurement en duo avec Marc Almond.
Il est republié en 2024 sous le nom The Age Of Consent (40th Anniversary Edition), agrémenté de nombreux titres supplémentaires (remix, inédits, etc.).

## Liste des titres
1. "Why?" Jimmy Somerville/ Steinbachek / Bronski 4:04
2. "It Ain't Necessarily So" George Gershwin / Ira Gershwin / DuBose Heyward 4:43
3. "Screaming" Somerville / Steinbachek / Bronski 4:15
4. "No More War" Somerville / Steinbachek / Bronski 3:55
5. "Love and Money" Somerville / Steinbachek / Bronski 5:07
6. "Smalltown Boy" Somerville / Steinbachek / Bronski 5:02
7. "Heatwave" Somerville/ Steinbachek / Bronski 2:40
8. "Junk" Somerville/ Steinbachek / Bronski 4:17
9. "Need a Man Blues" Somerville/ Steinbachek / Bronski 4:20
10. "I Feel Love / Johnny Remember Me" Giorgio Moroder / Bellotte / Donna Summer / Goddard 5:59

### Bonus
11. "Smalltown Boy" (Full 12" version) Somerville / Steinbachek / Bronski 9:04
12. "Why?" (Full 12" version) Somerville / Steinbachek / Bronski 7:46